# Mesoligia pallida
Mesoligia pallida là một loài bướm đêm trong họ Noctuidae.